# Luchthaven Takoradi
Luchthaven Takoradi (IATA: TKD, ICAO: DGTK) is een luchthaven in Sekondi-Takoradi, Ghana.

## Luchtvaartmaatschappijen en bestemmingen
- Air Shuttle Ghana - Accra
- CTK - CiTylinK - Accra